# Just Like Anyone
«Just Like Anyone» es una canción de 1995 de la banda estadounidense Soul Asylum, del álbum Let Your Dim Light Shine. Fue escrita por el vocalista David Pirner y producida por la banda y Butch Vig, la canción fue escogida como segundo sencillo del álbum. Alcanzó las listas de éxitos en Canadá, Reino Unido y Estados Unidos. Fue incluida en el compilado Black Gold: The Best of Soul Asylum,
y una versión en vivo aparece en el disco After the Flood: Live from the Grand Forks Prom, June 28, 1997. En el vídeo de la canción aparece la actriz Claire Danes.

## Lista de canciones

### CD1
1. Just Like Anyone
2. Get On Out (Live at Paradise Rock Club, 04/06/1995)
3. Do Anything You Wanna Do

### CD2
1. Just Like Anyone
2. Fearless Leader
3. You'll Leave For Now